# Rosolini
Rosolini er en italiensk by (og kommune) i regionen Sicilien i Italien, med omkring 20.577(2023) indbyggere.  